# EPIC・レーシング
EPIC・レーシング （EPIC Racing）　旧称エプシロン・ユースカディ （西：Epsilon Euskadi）は、スペインのレースチーム。フォーミュラ・ルノー3.5やル・マンなど様々なレースカテゴリーで参戦している。2011年のF1世界選手権への参戦を目指しているチームの一つでもある。発音上や文献によっては「イプシロン・ユースカディ」、「イプシロン・エスクーダイ」等とも呼ばれる。また、本拠地が所在するバスク地方の言葉（バスク語）では「ユースカディ」ではなく「エウスカディ」という発声の方が近いが、本項では日本で広く使われている「エプシロン・ユースカディ」として記述する。

## 概要
1999年に設立。チーム本部はバスク地方北部のアラバ県ビトリア＝ガステイスである。チーム名のユースカディとはバスク語で「バスク地方」の意味を指し、チーム名称はその意味に由来する。現在のチーム代表はジョアン・ビラデルプラットであり、彼はマクラーレン、フェラーリ、ベネトン・フォーミュラ、ティレル、プロスト・グランプリ等のフォーミュラ1チームで30年以上も渡り歩いた。また、チーフエンジニアのセルジオ・リンランドもRAM、マーチ、ウィリアムズ（パトリック・ヘッドと共にFW11をデザイン）、ブラバム、スクーデリア・イタリア（ダラーラのBMS188を設計）、フォンドメタル（1992年のGR-02を設計）まで、1983年代から1992年までF1チームのエンジニアとして活躍している。

## F1参戦を目指す

### 2010年参戦計画
エプシロン・ユースカディの参戦計画は2009年からあり、2010年のF1世界選手権の参戦エントリーを6月3日に提出した。しかしFIAが同年6月12日に発表した参戦候補者リストの中には彼らの名は無かった。その後BMWザウバーの撤退を受け「13番目のチーム」の最終候補まで残っていたが、その枠はロータスが射止めた為エプシロン・ユースカディは参戦できなかった。

### 2011年参戦計画
2010年3月22日に、2011年のF1世界選手権の参戦権獲得に向けて再び入札をする事を発表した。5月にはFIA会長のジャン・トッドが査察を兼ねて本拠地に来訪する予定であったが、過密スケジュールの為にこの来訪は実現しなかった。他の候補が脱落してゆく中、FIAは8月13日に13番目のF1チーム候補とされる3チームと面談する事を発表し、その3チームの中にエプシロン・ユースカディも含まれていた。また、自社設計したF1マシンにて風洞実験を開始したことを発表した。

## 主な参戦カテゴリー

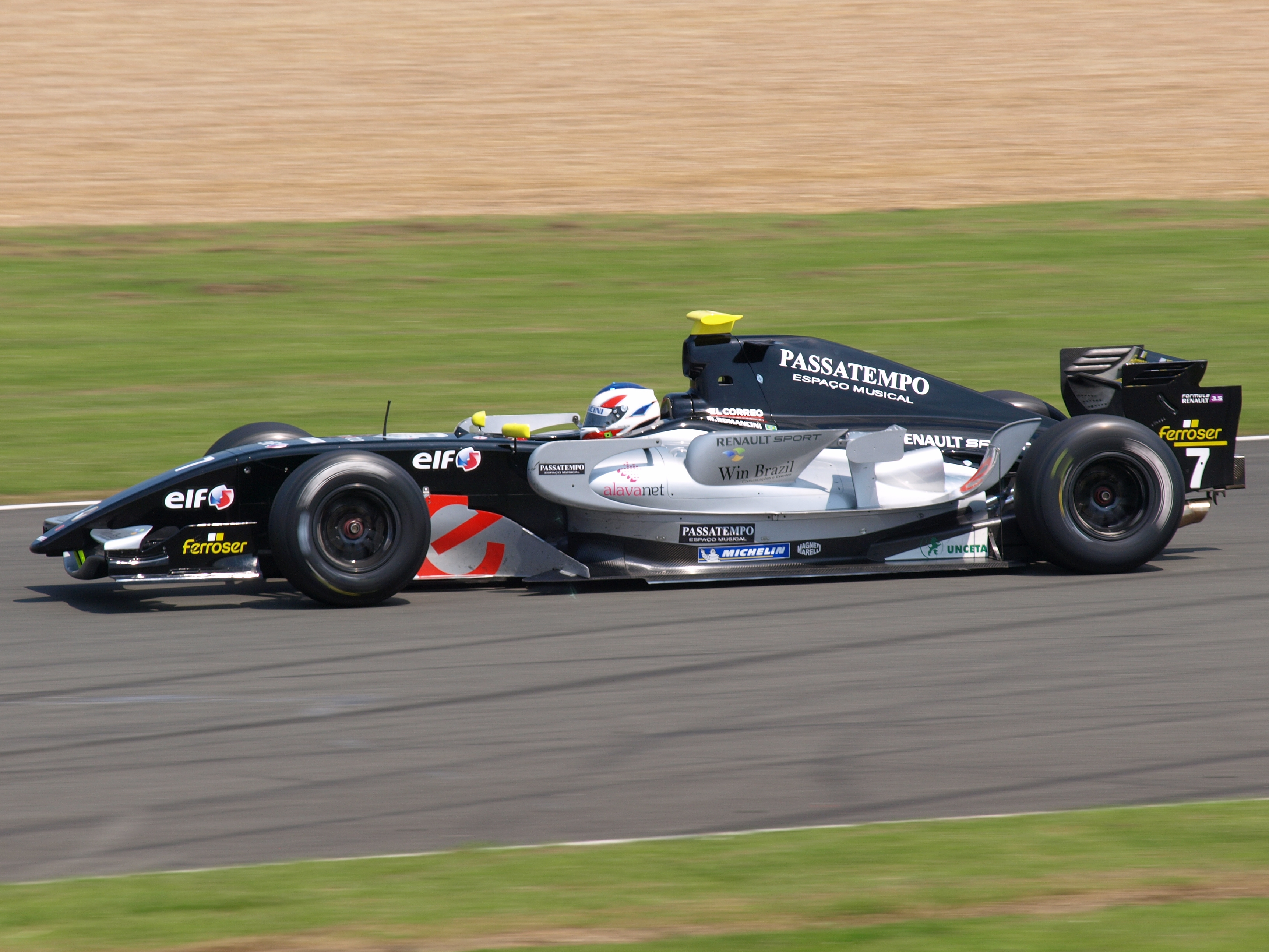
マリオ・ロマンチニが駆るフォーミュラ・ルノー3.5のマシン。2008年シルバーストンにて

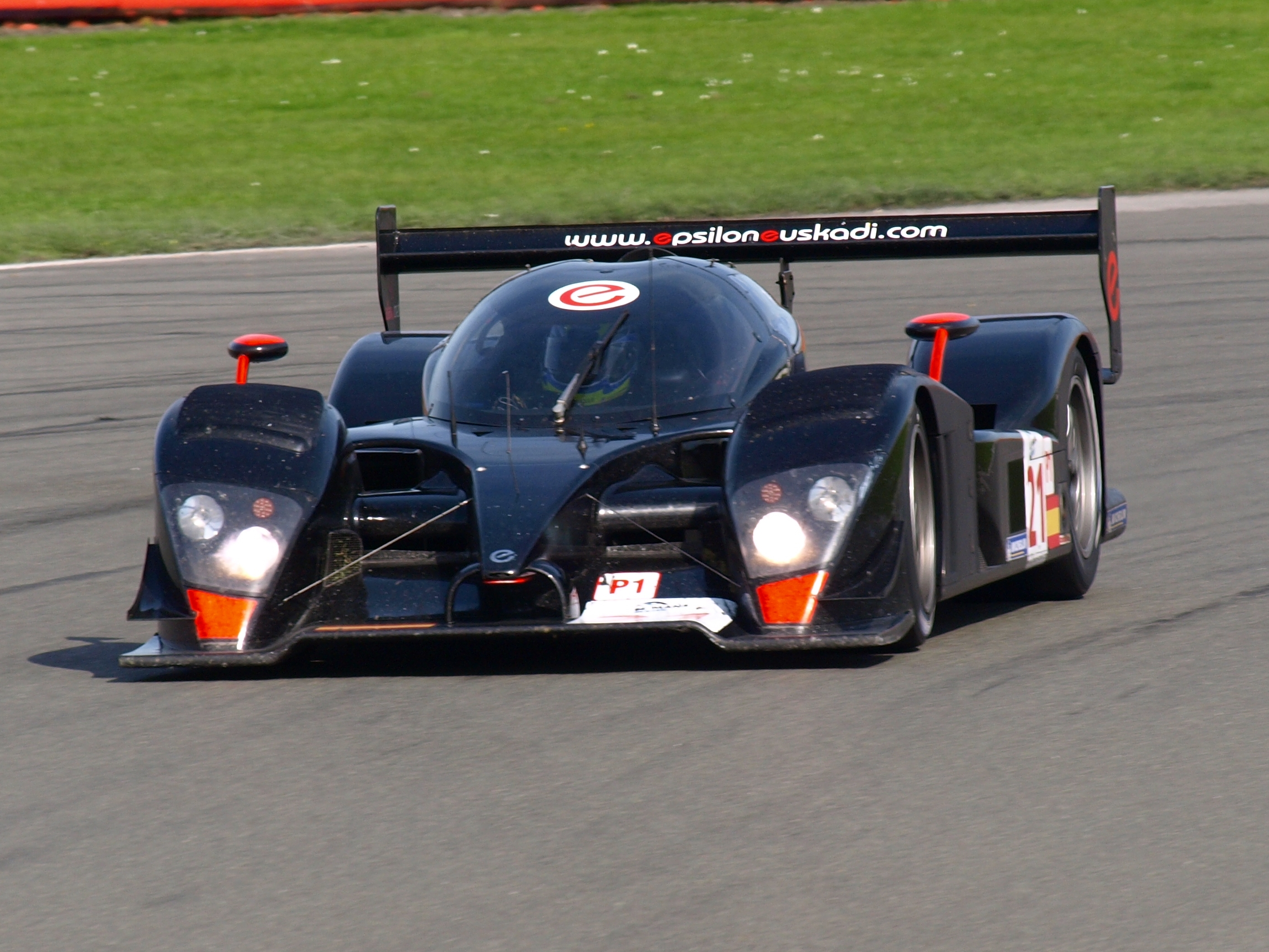
ル・マン24時間レースのマシン「ee1」

- フォーミュラ・ルノー3.5

2005年からワールドシリーズ・バイ・ルノー/ニッサンから移行した初年度、ロバート・クビサとフェリックス・ポルテイロが組み、両ドライバーで7度の優勝を飾り、クビサがチームと共に同シリーズ初のチャンピオンに輝いた。2009年には日本人ドライバー国本京佑も同チームから2戦スポット参戦を果たし、2010年は同チームの正ドライバーとして契約した。
- ル・マン24時間レース

2008年にはチーム初のル・マン参戦を行う。マシンはジョン・トラヴィスが設計した「ee1」である。カーナンバー21にはステファン・ヨハンソン、中野信治、ジャン=マルク・グーノンがドライブした。